# Catalburun
Catalburun, auch bekannt als Türkischer Vorstehhund mit Doppelnase, ist eine seltene Hunderasse, die in der Türkei beheimatet ist. Die Rasse ist bekannt für ihre charakteristische Doppelnase und ihre Fähigkeit, als Jagdhund zu dienen. Der Name leitet sich aus den türkischen Wörtern „çatal“ (Gabel, Gabelung) und „burun“ (Nase) ab.

## Geschichte
Die genaue Herkunft der Catalburun-Rasse ist nicht bekannt. Es wird jedoch angenommen, dass die Rasse seit Jahrhunderten in der Türkei existiert und von Jägern und Hirten als Jagdhund und Schutzhund verwendet wurde. Die Rasse wurde erstmals in den 1970er Jahren offiziell anerkannt und wird seitdem als eigenständige Rasse gezüchtet.

## Erscheinungsbild
Der Catalburun ist ein mittelgroßer Hund. Größe und Gewicht scheint sehr unterschiedlich zu sein, je nach Quelle zwischen 43 cm und 75 cm, ebenso variiert das passende Gewicht. Die Rasse hat ein kurzes, dichtes Fell, das in verschiedenen Farben wie Braun, Weiß und Schwarz erhältlich ist. Das auffälligste Merkmal des Catalburun ist seine Doppelnase, die durch eine Teilung des Nasenknochens entsteht.
Die Doppelnase, also die Spaltnase, ist ein genetischer Defekt, der beim Menschen als Hasenscharte bekannt ist. Für Welpen ist dieser Defekt oft tödlich, da der notwendige Sog beim Saugen nur schwer aufgebaut werden kann. Es wird vermutet, dass es sich um eine embryonale Entwicklung handelt. Ganz sicher ist dies bis heute nicht, da auch eine genetische Komponente eine Rolle spielt. Diese Rasse war sehr begehrt, da man annahm, dass die Doppelnase zu einem besseren Geruchserfolg führt. Genauere Untersuchungen haben jedoch ergeben, dass dies nicht der Fall ist, weshalb versucht wird, diesen Gendefekt wieder auf eine normale Nase zurückzuführen.
Die Spaltnase gibt es noch bei zwei weiteren, seltenen Hunderassen, dem Anden-Tigerhund und Pachon-Navarro. Früher trat dieser Gendefekt schon mal beim Dürrbächler auf; es wurde sogar überlegt, dieses Merkmal in den Rassestandard des echten Dürrbächlers aufzunehmen, was jedoch verworfen wurde. Später wurde diese Rasse in Berner Sennenhund umbenannt.

## Charakter
Catalburuns sind intelligente, energiegeladene und freundliche Hunde, die sich gut in Familienumgebungen einfügen. Die Rasse hat jedoch einen starken Jagdinstinkt und benötigt viel Bewegung und mentale Stimulation. Als Jagdhund ist der Catalburun bekannt für seine Fähigkeit, in schwierigem Gelände zu jagen und zu arbeiten, insbesondere bei der Jagd auf Wildvögel.
In der Türkei wird der Catalburun häufig als Schutz- und Hütehund eingesetzt. Die Rasse ist auch in anderen Ländern zu finden, wird jedoch aufgrund ihrer Seltenheit und begrenzten Zucht nur selten außerhalb der Türkei gehalten.

## Zucht und Erhaltung
Die Zucht des Catalburun ist aufgrund seiner Seltenheit und begrenzten Verbreitung eine Herausforderung. Es wird geschätzt, dass es weltweit nur etwa 500–1000 Catalburuns gibt. In der Türkei wird die Rasse von der Türkischen Kynologischen Gesellschaft (Köpek Irkları ve Kinoloji Federasyonu) überwacht und gezüchtet.
Um die Rasse zu erhalten und zu schützen, arbeiten verschiedene Organisationen in der Türkei und im Ausland zusammen. Einige Organisationen haben Initiativen zur Förderung der Zucht und zum Schutz des Catalburun ins Leben gerufen, darunter die Turkish Catalburun Club Association und die Catalburun Preservation Society.
Der Catalburun ist eine einzigartige und seltene Hunderasse, die für ihre charakteristische Doppelnase und ihre Fähigkeit, als Jagd- und Schutzhund zu dienen, bekannt ist. Obwohl die Rasse aufgrund ihrer begrenzten Verbreitung und Zucht eine Herausforderung darstellt, arbeiten Organisationen in der Türkei und im Ausland daran, sie zu erhalten und zu schützen.